# Karryplante
Karryplante (Helichrysum italicum) er en plante af kurvblomst-familien med gule blomster, der kan bevare farven længe ved tørring som øvrige evighedsblomster. 

## Beskrivelse
Den kan blive op til 60 centimeter høj og har en kraftig duft, der minder om karry, deraf navnet.

## Hjemsted
Karryplanten hører naturligt hjemme i Middelhavsområdet på makier eller andre tørre landskabstyper. 

## Anvendelse
Ud fra karryplanten produceres en olie, der anvendes medicinsk, da den er bakteriehæmmende og lindrer brandsår og sprukken hud. Bruges også i parfumer på grund af sin intense duft.